# Ummidia riverai
Espèce
Ummidia riverai est une espèce d'araignées mygalomorphes de la famille des Halonoproctidae.

## Distribution
Cette espèce est endémique du département de Baja Verapaz au Guatemala,. Elle se rencontre vers Purulhá.

## Description
La carapace du mâle holotype mesure 4,21 mm de long sur 4,21 mm.

## Étymologie
Cette espèce est nommée en l'honneur de Mario Dary Rivera.

## Publication originale
- Godwin & Bond, 2021 : « Taxonomic revision of the New World members of the trapdoor spider genus Ummidia Thorell (Araneae, Mygalomorphae, Halonoproctidae). » ZooKeys, no 1027, p. 1-65 (texte intégral).